# Släkten, pengarna och Caroline Gother
Släkten, pengarna och Caroline Gother är en bok av författaren Marja Taussi Sjöberg (Atlantis, Stockholm, 2009). Undertiteln är: En grosshandlarsläkt i Stockholm under tre generationer 1740-1836. 
Boken handlar om Caroline Gother (1761-1836) som trots att hon förblev ogift livet igenom och att hennes far, handelsborgmästare Engelbert Gother, var bankrutt vid sin död 1755, med tiden kom att bli en av Sveriges rikaste kvinnor. 

## Inledningen
Boken inleds med följande rader:
"För att själv kunna ta hand om sin förmögenhet ansökte demoiselle Caroline Gother 1793 hos Kungl. Maj:t om att bli förklarad myndig. Hennes förmyndare hade inget att invända emot detta utan stödde hennes önskan som beviljades omgående. Dokumentet var undertecknat av Karl, som var riksföreståndare under Gustav IV Adolfs förmyndarregering." 

## Gothers förmögenhet
Författaren fastnade för Caroline Gother eftersom hon efterlämnat en mindre mängd brev, kvitton och bokföringsböcker, vilket torde ha varit ovanligt för ogifta kvinnor. Bland det viktigaste av dessa kvarlämnade papper, som förvaras vid Uppsala universitet, var en knippe kassaböcker där Caroline Gother hade fört detaljerade anteckningar om sin förmögenhet och hur hon använde den. Av hennes bokföring framgår det enligt författaren att Caroline Gothers förmögenhet uppgick till en bra bit över 100 000 riksdaler. Det var mycket på den tiden, anmärker Taussi Sjöberg, eftersom ett gediget stenhus i Stockholms innerstad betingade ett värde på omkring 5000 riksdaler. 

## Utgåvor
- Släkten, pengarna och Caroline Gother. Stockholm. 2022 [2009]. ISBN 9-789-173533-256. https://books.google.se/books?id=b2ZlEAAAQBAJ&printsec=frontcover&dq=Sl%C3%A4kten,+pengarna+och+Caroline+Gother&hl=sv&sa=X&redir_esc=y#v=onepage&q=Sl%C3%A4kten%2C%20pengarna%20och%20Caroline%20Gother&f=false